# Kristof Goffin
Kristof Goffin (Antwerpen, 3 augustus 1981) is een Vlaamse danser, choreograaf en acteur.

## Levensloop
Goffin behaalde een masterdiploma Dans aan het Conservatorium te Antwerpen.
Hij was in 2005 een van de deelnemers aan de VTM-talentenjacht Star Academy en eindigde in dat programma op een zevende plaats. Meer bekendheid in Vlaanderen verwierf hij als de choreograaf van Kate Ryan die de kniezwengel bedacht, een klein stukje in de choreografie van de Europese hitsingle Je t'adore die een eigen leven ging leiden en bijzonder veel aandacht gekregen heeft tijdens en na de deelname van Kate Ryan aan het Eurovisiesongfestival 2006, waar ze de beweging trouwens uiteindelijk zelf niet uitvoerde.
Goffin maakt deel uit van de theatergroep Theater Tol waarmee vele dansvoorstellingen in binnen- en buitenland worden gespeeld. Sinds 2011 werkt Goffin ook als dansleraar bij de Dansstudio 1-2-3 van Davy Brocatus. Hij speelde ook in meerdere stukken van het holebi-gezelschap Amfi Theaterproducties. In 2015 bracht hij de dansvoorstelling 2 Times Infinity naar zijn choreografie met Philine Janssens, Michael Iongbloed en hemzelf als dansers. Op 21 oktober 2016 ging Het Zotte Geweld in première in Theater M in Mechelen, een stuk geschreven en geregisseerd door Frans Ceusters over de passionele relatie tussen kunstenaar Rik Wouters, vertolkt door Kristof Goffin en zijn model Nel Duerinckx, vertolkt door Annelies Boel. Het stuk werd in het seizoen 2016-2017 vertolkt in Vlaamse theaterzalen. Goffin is ook de choreograaf van het jaarlijks festival Sint in de Piste in Sint-Niklaas dat telkens tienduizenden bezoekers aantrekt.
Van 2019 tot 2022 had hij een hoofdrol als Alexander "Alex" Hudders in de Eén-televisieserie Dertigers.
Sinds 2022 maakt hij sporadisch deel uit van de BV-band De Meezingers als een van de frontzangers. 